# اورلیا کوتا
اورلیا کوتا یا اورلیا (۲۱ می ۱۲۰ پ.م. تا ۳۱ ژوئیه ۵۴ پ. م) مادر دیکتاتور رومی گایوس ژولیوس سزار بود (۱۰۰ پ.م. تا ۴۴ پ. م).

## خانواده
اورلیا کوتا دختر روتیلیا و لوسیوس اورلیوس کوتا بود. پدر او یک کنسول جمهوری روم در سال ۱۱۹ پیش از میلاد بود؛ و پدربزرگ پدری اش هم کنسول جمهوری روم ۱۴۴ پیش از میلاد بود که همنام پدرش بود. مادر او روتیلیا یکی از اعضای خاندان روتیلیا بود، پوبلیوس روتیلیوس روفوس دائی مادر اورلیا بود.
سه برادر او کنسول بودند: گایوس اورلیوس کوتا در سال ۷۵ پ.م. مارکوس اورلیوس کوتا در سال ۷۴ پ. م؛ و لوسیوس اورلیوس کوتا در سال ۶۵ پ.م.
اورلیا با یک پراتور به نام گایوس ژولیوس سزار سوم ازدواج کرد. شوهر او در سال ۸۵ پ.م. یا ۸۴ پ.م. درگذشت. فرزندان آنها:
- ژولیای بزرگتر (۱۰۲ پ.م. تا ۶۸ پ. م)، همسر پیناریوس و مادربزرگ لوسیوس پیناریوس.
- ژولیای کوچکتر (۱۰۱ پ.م. تا ۵۱ پ. م)، همسر مارکوس آتیوس و مادربزرگ امپراتور آگوستوس.
- گایوس ژولیوس سزار (۱۰۰ پ.م. تا ۴۴ پ. م)، دیکتاتور.